# Nicolás Andruskiewitsch
Nicolás Andruskiewitsch (Buenos Aires, 28 de novembro de 1958) é um matemático argentino.
Obteve um doutorado em 1989 na Universidade Nacional de Córdoba, orientado por Juan Alfredo Tirao, com a tese Invariants of the Action of a Complex Reductive Algebraic Group on the Polynomial Ring of a Representation: The Case (g,K).
Foi palestrante convidado do Congresso Internacional de Matemáticos em Seul (2014: On finite-dimensional Hopf algebras).